# Євгенієвка
Євгенієвка (рум. Evghenievca) — село у Синжерейському районі Молдови. Входить до складу комуни, адміністративним центром якої є село Копечень.

## Населення
За даними перепису населення 2004 року у селі проживали 266 осіб.
Національний склад населення села:
| Національність   | Кількість осіб | Відсоток    |
| ---------------- | -------------- | ----------- |
| молдавани румуни | 63 194         | 23,7% 72,9% |
| українці         | 6              | 2,3%        |
| росіяни          | 3              | 1,1%        |
| Всього           | 266            | 100%        |